# Ziemia Północno-Wschodnia
Ziemia Północno-Wschodnia (norw. Nordaustlandet) – niezamieszkana wyspa wchodząca w skład archipelagu Svalbard, położona na północny wschód od głównej wyspy Spitsbergen. Zajmuje powierzchnię 14 443 km² (druga pod względem wielkości po Spitsbergenie). Najwyższy punkt wyspy osiąga wysokość 764 m n.p.m.
Wnętrze wyspy – ponad 3/4 powierzchni (11 009 km²) pokrywają lodowce (Austfonna, Vestfonna i Sørfonna). Lodowiec Austfonna, zajmujący powierzchnię 8,2 tys. km², jest największym lodowcem Europy. Jego miąższość osiąga średnio 300 m, a maksymalnie nawet 560 m.
Wybrzeże wyspy to mroźne pustynie i częściowo tundra. Zamieszkują je renifery i morsy.